# 弓背阿波魚
弓背阿波魚，又稱弓背刺蓋魚、蒙面蓋刺魚，俗称蒙面神仙，為輻鰭魚綱鱸形目鱸亞目蓋刺魚科的其中一個種。

## 分布
本魚分布於中太平洋區，包括夏威夷群島、強斯頓環礁、中途島等海域。

## 深度
水深12至183公尺。

## 特徵
本魚體呈長卵形，吻鈍，體褐色，體側具有無數小黃點，有一鑲白邊之寬黑斜縱帶由額頂至背鰭末端，臀鰭黑色鑲白邊。硬棘13枚，軟條17至18枚；臀鰭硬棘3枚，軟條18枚。體長可達18公分。

## 生態
本魚棲息在岩礁或珊瑚礁區，屬肉食性，以海綿、海膽等為食。

## 經濟利用
為高經濟價值的觀賞魚